# Brachylomia semifusca
Brachylomia semifusca är en fjärilsart som beskrevs av Petersen 1902. Brachylomia semifusca ingår i släktet Brachylomia och familjen nattflyn. Inga underarter finns listade i Catalogue of Life.